# Melker Falkenberg (1597–1651)
Melker Falkenberg till Bålby (skrev sig Melchior von Falckenberg), född den 1 december (ej 1 februari) 1597 på godset Kirumpää i Livland, död den 3 februari 1651 i Stockholm, var en krigare och ämbetsman i svensk tjänst.

## Biografi
Falkenberg, som var bror till Conrad Falkenberg, blev 1613 page hos Axel Oxenstierna och 1617 hos Gustav II Adolf, som 1620 "i främmande gesandters samt många grefvars och herrars närvaro" gjorde honom "varaktig" (förklarade honom vapenför). Samma år blev han hovjunkare och 1621 fänrik vid ett tyskt regemente i svenska hären, tjänade sedan upp sig under de polska krigen, så att han 1627 blev ryttmästare vid Västgöta kavalleri. Liksom brodern hade han 1630–1632 uppdrag som handelskommissarie i Holland.
Vid konungens död var han generalkommissarie vid nedersachsiska armén, blev 1633 president i svenska räntekammaren i Mainz, Worms och Franken samt därefter överste för Livgardet. Han sändes 1635 i en viktig beskickning till kurfurstarna av Sachsen och Brandenburg samt hertigarna av Pommern och Mecklenburg. 1637 blev han landshövding över Norra och Södra Finland samt Åland, där han genom ett godtyckligt och hårdhänt uppträdande skall ha uppväckt stort missnöje, 1646 underståthållare i Stockholm och 1648 krigsråd.

### Familj
Falkenberg gifte sig 4 februari 1634 med Elisabet von Löben (1614–1661), dotter till riddaren Georg Baltzarsson von Löben och Maria Wulfsdotter von Breitenbauch. De fick tillsammans barnen Maria Elisabet Falkenberg (1634–1634), vice presidenten Henrik Georg Falkenberg (1637–1709) i Göta hovrätt, Maria Elisabet Falkenberg (1638–1693) som var gift med landshövdingen friherre Åke Ulfsparre af Broxvik i Kronobergs län, kammarrådet Melker Falkenberg (1639–1676), Barbara Helena Falkenberg (1640–1657), Christina Falkenberg (1642–1664) och Carl Gustaf Falkenberg (född 1648).